# Потидеја канал
Потидеја канал је вештачки водоток укопан у најужем делу превлаке на првом прсту Халкидикија - Касандри, која повезује Солунски и Торонски залив у Егејском мору. Он вештачком воденом препрепом одваја полуострво Касандра од осталог дела полуострва Халкидики, коме географски припада, и Средишње Македоније којој административно припада, у Републици Грчкој, чинећи га на тај начин острвом.

## Историја
Канал је назив добио по оближњој античкој грчкој колонији Потидеји, која је потом променила назив у Касандрија, а данас носи назив Неа Потидеја.
Тачан датум изградње канала није познат, тако да се према овим изворима може одредити од када је канал у функцији:
- Страбон антички писца, рођеног око 64. п. н. е. у његовој географији наводи да је канал постојао у 1. веку п. н .е.[3][1]
- Херодот, описује Ксеркес канал, али не помиње Потидејски канал у 5. веку п. н. е.[4]
- Тукидид описује значај Потидеј канал у Пелопонеском рату.[5]
- Други извори из периода до 4. века п. е. нису описали постојања канала.[6]

Године 1930, канал је поново ископан али на другом месту, и имао је дужину 1.250 m и ширину 40 m.
Први мост преко канала, повезао је полуострво Касандра са копном Халкидикија 1970. године.

## Положај и карактеристике
Налази се на најужем северном делу превлаке на првом прсту Халкидикија - Касандри, која повезује Солунски и Торонски залив у Егејском мору. Удаљен је 50 кm југоисточно од Солуна и 30 кm од аеродрома „Солун Македонија“ (грч. Κρατικός Αερολιμένας Θεσσαλονίκης «Μακεδονία») у месту Микра и 30 кm северно од Општине Касандрија.
Дугачак је 1.250 m, широк 40 m, са просечном дубином усека канала од 4,5 m. Дубина канала је промењљива величина која се креће се од 3,5—5,5 m, мада је током 1975. године, минимално измерена дубина усека била само 2,8 m.
Почев од западног улаза у канал, већ на краткој удаљености од обалне линије, дубина морског дна у каналу досеже 35 m. У близини источног улаза, с друге стране, морско дно је ниже, испод 5 m око 2—3 km од обале, а затим се спушта на дубину од 38 m и даље.
Ниво воде у каналу пролази кроз екскурзије од око 25 cm, због ефекта плимних сила. Унутар његовог корита може се уочити и присуство воденог тока, генерисаног комбинованим дејством ветра, плиме и осеке, који генеришу транспорт воде на запад (у Солунском заливу ) или на исток (у заливу Торони). ). Проток тог тока варира од 18 до 35 m³ у секунди.

## Намена
У давна времена, канал је био велико олакшање за пловидбу, јер се није морало заобилазити полуострва Касандра, на пример, када се бродом долазило из Византије у Солун. У средњем веку, а посебно у модерно доба, са све већом употребом бродова, значај канала је био све већи, јер је скраћивао време пловидбе и уштеду горива.
Употреба већих бродова на парни моторни погон у новом веку смањила је употребу канала због његових ограничених димензија.
У овом тренутку, канал Потидеа углавном користе локални и регионални рибари за своје мале бродове, кратког домета, јер је употреба канала дозбвољена само за мање бродове, због ограничених димензија канала у смислу његове ширине и дубине газа.